# Gerolamo Frigimelica

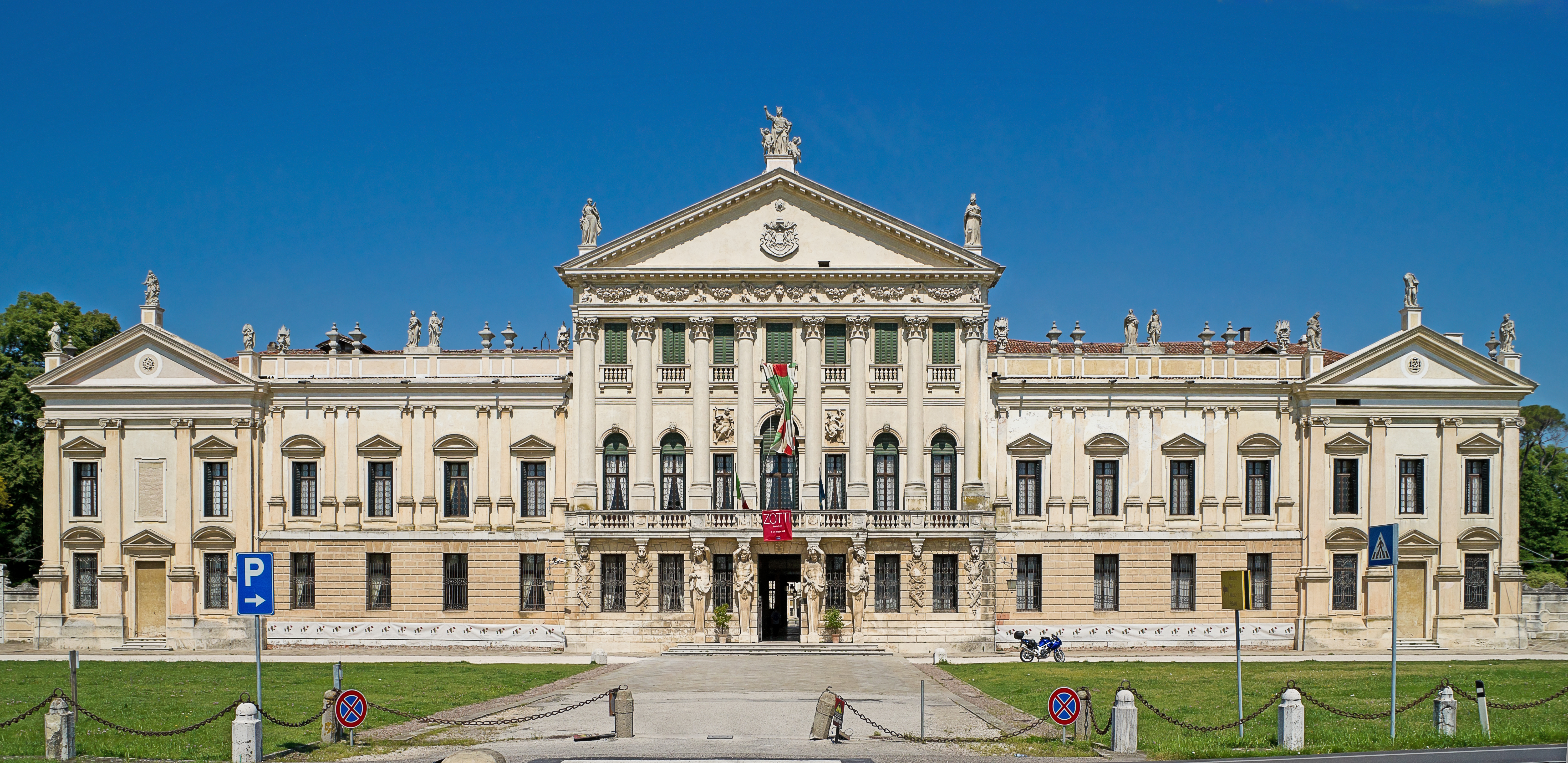
Fachada principal de la Villa Pisani en Stra

Gerolamo Frigimelica Roberti (también escrito en español Girolamo; 10 de enero de 1653 - 15 de noviembre de 1732) fue un arquitecto, libretista y poeta italiano. Como arquitecto, es conocido por su participación inicial en el diseño de la Villa Pisani de Stra, un palacio neoclásico actualmente convertido

## Biografía
Nacido en Padua, su padre que se había casado con una noble de la familia Robert, obteniendo así el título de conde para su hijo. Gerolamo adquirió una amplia educación humanista y desde 1691 hasta 1720 fue conservador de la biblioteca pública de Padua y admitido como miembro de su Accademia galileiana di scienze, lettere ed arti o Accademia dei Ricovrati.
En 1721, se mudó a Módena, donde estuvo activo principalmente como arquitecto, diseñando palacios e iglesias en Padua, Vicenza y en la propia Módena. Trabajó en la Capilla del Santísimo en el Basílica de San Antonio de Padua e hizo diseños para las iglesias de Santa Maria del Torresino y Santa Lucia en Padua. También realizó diseños para la iglesia de San Gaetano en Vicenza, y los palacios Mussato y Buzzacarini en Padua; y la ampliación para el Palacio Pisani de San Stefano en Venecia.
Es conocido por haber concebido el plano inicial en 1716 para la Villa Pisani en la localidad deStra, sin embargo, el diseño densamente detallado, con un pabellón central atestado de columnas, fue rechazado por el destinatario del edificio, Alvise Pisani. El diseño del pabellón central parecía más apropiado para un palacio veneciano. En cambio, un diseño más sobrio, de estilo neoclásico, fue adoptado después de su muerte por Francesco Maria Preti.
También fue importante para Frigimelica su trabajo como libretista para la ópera. Sus primeros once textos fueron escritos para el Teatro San Giovanni Grisostomo de Venecia, siendo musicados entre 1694 y 1708 por Carlo Francesco Pollarolo, Alessandro Scarlatti, Antonio Caldara y Luigi Mancia. Trabajos posteriores fueron producidos principalmente para el Teatro Obizzi de Padua.
Trabajó en un estilo de ópera seria similar al de Apostolo Zeno, Francesco Silvani y Adriano Morselli. Sus libretos consistían en cinco actos y trataban temas históricos y mitológicos, y se llamaban tragedias o comedias trágicas. También escribió los textos de siete oratorios musicales, realizados entre 1697 y 1702. Murió en Modena.
Su relación con Antonio Frigimelica Roberti, un académico del siglo XVIII, o con Francesco Frigimelica el Viejo, un pintor, no está clara.